# Karóba húzás

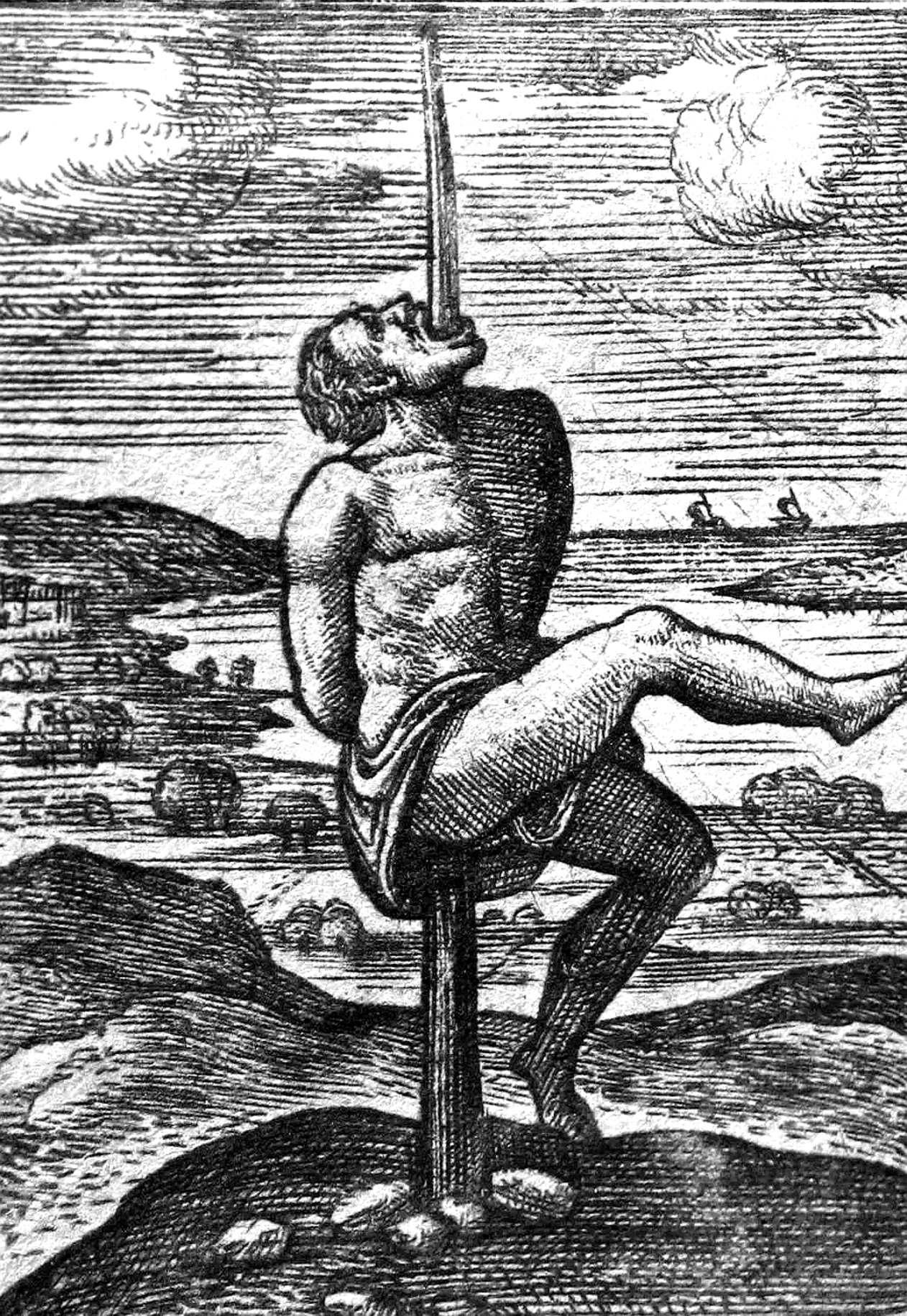
Karóba húzott ember (1593 körül)

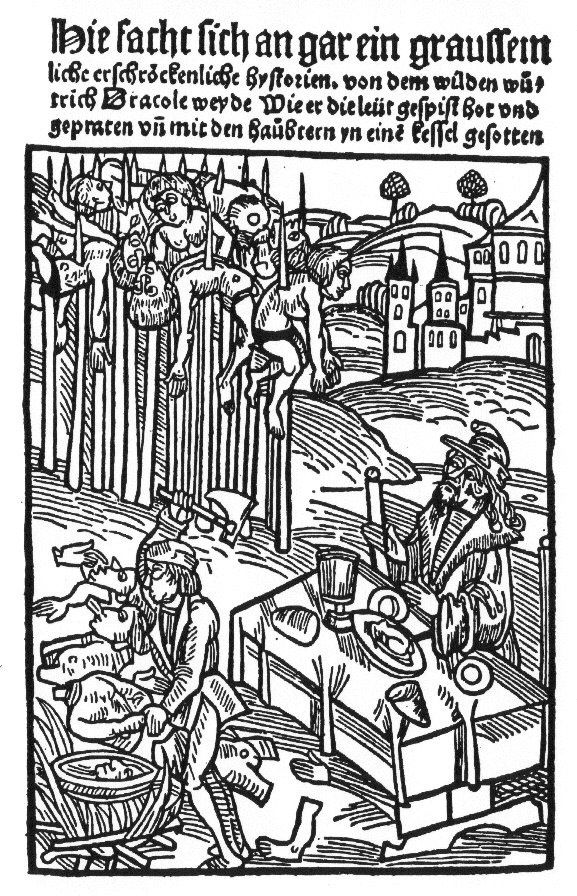
Karóbahúzó Vlad (Vlad Ţepeş) kedvenc kivégzési módszere volt

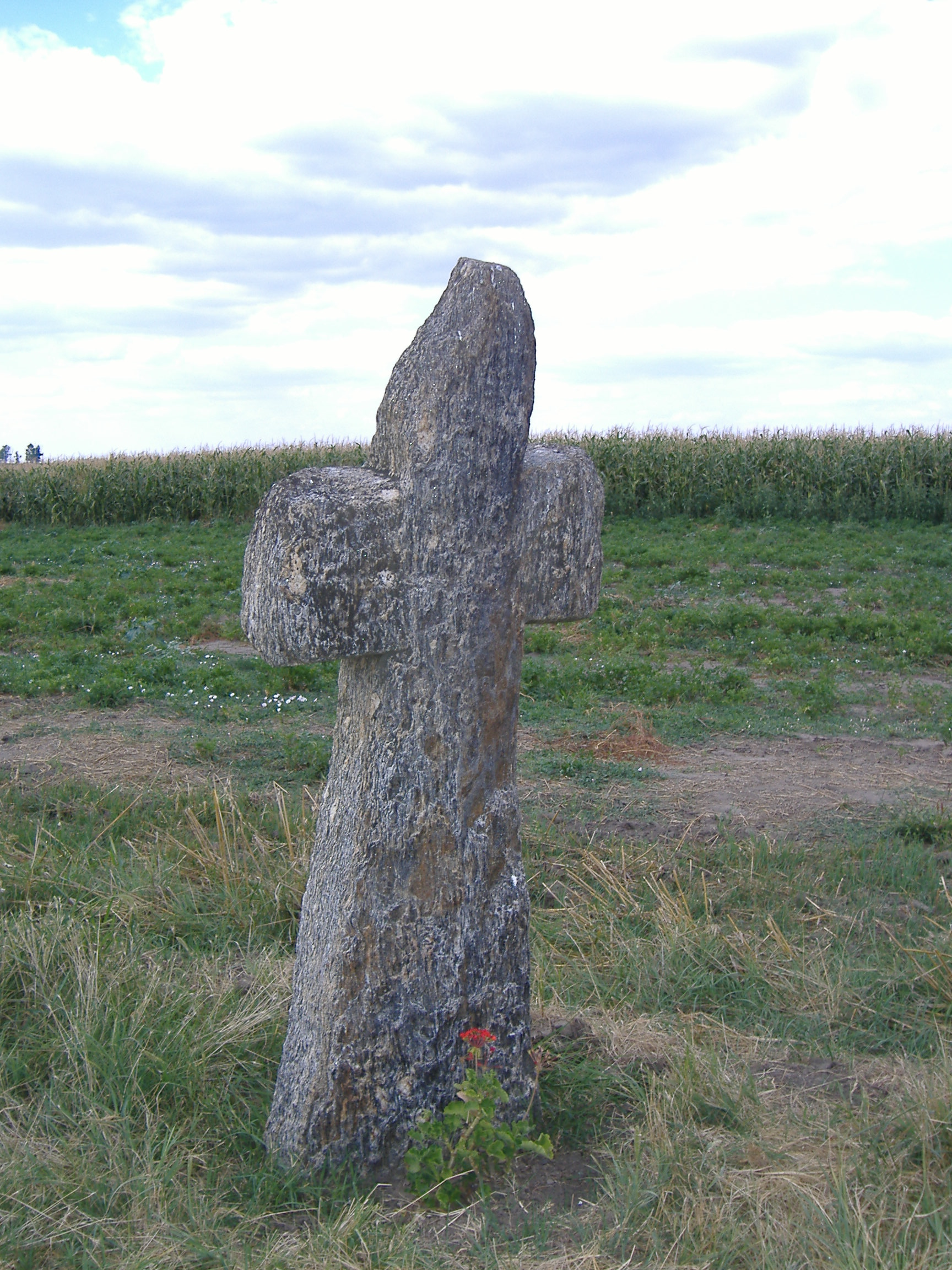
A belezi kunkereszt Magyarcsanád külterületén. A hagyomány szerint azt a helyet jelöli, ahol Dózsa György karóba húzatta Csáky Miklós csanádi püspököt

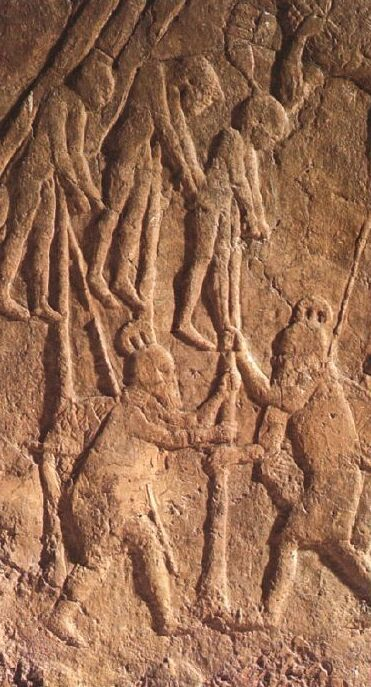
Lákis elfoglalása (i. e. 701.). Relief Szín-ahhé-eriba palotájából, az újasszír korból. Az egyik leggyakoribb asszír kivégzési mód a karóba húzás volt

A karóba húzás (impalatio) egy, az ókor óta ismert és alkalmazott kivégzési módszer, a halálos ítélet egy minősített végrehajtási formája: végrehajtás kínzással. A karóba húzást többnyire úgy hajtották végre, hogy lassú, nagy szenvedéssel járó halált okozzon, az alkalmazott módszertől függően a halálraítélt 2-3, de akár 6-8 napig is élhetett utána.
A karóba húzás során egy kihegyezett lezsírozott karót vezettek a kivégzendő személy testébe, többnyire a végbélbe vagy női áldozatok esetében a hüvelybe. A kivégzőkarót a gerincoszlop mellett vezették el, lehetőleg úgy, hogy a létfontosságú belső szerveket ne sértse meg. A karót a nyak és lapocka között vezették ki a testből, majd a karót a ráhúzott emberrel együtt felállították. Egyes korabeli ábrázolások arról tanúskodnak, hogy néha a karó hegye az áldozat száján, a mellkas vagy a has magasságában bújt elő. A kínzást meghosszabbította, ha egy „ülőkét” helyeztek el, hogy a test önsúlyától ne csúszhasson le. A középkori Európában széles körben elterjedt kivégzési módszer volt.

„A gyermekgyilkos asszonyok büntetése volt Európa-szerte a karóba húzás, később ezt a vétket zsákba varrott vízbe fojtással enyhítve torolták meg. A férfiak köréből a rablógyilkosokra szállt ez a kemény büntetés.
A felkarózás, nyársba vonás (palo inponere) sokáig túlélte az idők múlását, a 16-17. sz. büntetőjogi gyakorlatában még érvényesült rablók, rablógyilkos útonállók rendszerinti büntetéseként, amit azonban egyéb súlyosnak minősített esetekben s a hadifogságban is gyakran alkalmaztak. A feudális kori, általánosan elterjedt kivégzési módok között a karóba húzás volt az egyik legkegyetlenebb. Minthogy az elítélt kínját, aszerint, hogy testén a karót hogyan vezették keresztül, arra mily módon tűzték fel, az eljáró hatóság tetszése szerint s igen hosszúra lehetett nyújtani. A karóba húzás a megtorláson túl az általános elrettentést is szolgálta.”

– Cseres Tibor: Vérbosszú Bácskában (részlet)

## Története

### Ókor
A karóba húzás már az ókorban is elterjedt kivégzési mód volt, mely részben a leigázott városállamok lakosságának elrettentő megbüntetését szolgálta, nem mellékes üzenetképpen a még fennálló ellenállás megadásra kényszerítésére, másrészt bizonyos polgári bűnök büntetéseként is alkalmazták. Elsők között találkozhatunk ezzel a módszerrel az ókori Egyiptomban, ahol az áldozatokat karóba húzták, majd a tűző napon hagyták őket lassan kimúlni. E kivégzési mód már szerepel Hammurapi törvényei között is: 
„Ha egy awélum felesége más férfi miatt férjét megölette: ezt az asszonyt húzzák karóba.”
Hammurapi törvényoszlopa (153. szakasz)
Az ókorból a legtöbb ábrázolás és leírás erről a kivégzési módról az Asszír Birodalom hadjárataiból maradt fent.

### Középkor
Ezt a kivégzési módot a megszaporodott tolvajlások megfékezésére „Karóbahúzó” Vlad havasalföldi vajda olyannyira kedvelte, hogy a ragadványnevévé vált. A legenda szerint koncentrikus körökbe rendezve helyeztette el a karóba húzott áldozatait. Egy-egy áldozat kivégzéséhez használt karó hosszát úgy állapíttatta meg, hogy az milyen származású. A módszer arra volt jó, hogy az előkelő halálraítélteket húzatta a leghosszabb karókba, és azok így messzebbről látszottak. 
(„Karóbahúzó” Vlad)… kegyetlenkedése oly nagy fokú volt, hogy ha például valamely faluban egy egyén valami hibát vagy bűnt követett el, azon falunak összes lakosságát, férfiakat és nőket gyermekeikkel együtt, elevenen karóba húzatta. Agacs-Hiszárral szemközt – mely e nyomorultnak székhelye volt – hat mérföldnyi hosszúságban két sor sövényt fonatott, s a mellé tövisbokrokat ültettetett, azt mondva, hogy kertet csinál magának azután a két sövény közét karóba húzott magyarokkal, moldvaiakkal és oláhokkal rakatta meg. Azonkívül – a vár környéke erdős, fás hely lévén – mindegyik fának mindegyik ágán számtalan felakasztott ember függött, s parancsa az volt, hogy aki e felakasztottakból egyet levesz, az annak a helyére akasztassék.
A középkori Magyarországon a karóba húzás és a kerékbetörés igen elterjedt kivégzési mód volt. Azonban nem létezett a hóhér-bakó megkülönböztetés, mint a németeknél, ahol a lefejezés mestere a bakó volt, míg a hóhér a szégyenletesebb módú kivégzéseket hajtotta végre, mint amilyen a karóba húzás is volt. Magyarországon a bakók nem tömörültek céhekbe sem, általában a közrendűeket a hóhérok felakasztották, karóba húzták, kerékbe törték, a nemeseket azonban a bakó fejezte le. Az 1514-es Dózsa György-féle parasztfelkelés során a nagylaki csatában a parasztfelkelők fogságába esett főnemeseket (Csáky Miklós csanádi püspököt, Ravazdy Péter alispánt, Nagylucsei Dóczy Györgyöt, Torpay Miklóst, Telegdy István kincstartót és más nemes fölkelőket) karóba húzták, hogy megbosszulják korábban hasonló módon kivégzett felkelő társaik halálát.
„Az anatóliai török nyelvben a karót így mondják: lofat. Nyelvünkbe a XVI. században került, az ozmán katonaság szótárából s népkezelő gyakorlatából, már pusztán a nyársbahúzó karó jelentésében. Nyelvészek és pszichológusok méltán gondolkodtak el azon, hogy nyelvünk egyik leggyakoribb, de a képzeletre legiszonyatosabban ható átokmondása mért van összefüggésben épp a lóval. Volt tanulmány – mélylélektani –, amely az őslénykori szodomizmus szerencsésen fönnmaradt nyomait, sőt egy ősvallás elemeit vélte fölfedezni benne – egy ősien lovas népnél! Az etimológia ezt megdönti. Az átok nem mond egyebet, mint hogy: végezd török karón!

### Újkor
A 16–17. században az Oszmán Birodalom és a kazanyi tatár kánság ellen folytatott háborúk során a karóba húzást minden hadviselő fél alkalmazta, elrettentő céllal.
Kobb Farkas Frigyes gróf, német-római császári tábornok 1672-ben a legyőzött felkelőkkel szemben szörnyű kegyetlenségeket követett el. Szabályszerűen vadászta őket, felakasztatta, karóba húzta, kerékbe törte azt, aki kezébe került. 1677-ben, Kobb, mint kassai főkapitány és a 13 felvidéki megye katonai főparancsnoka, körleveleket bocsátott ki, melyekre vörös akasztófát, karót és kínzókereket festetett, halálnak halálával fenyegetve mindenkit, aki a kurucokkal tart, vagy fegyvert mer hordani. Egyedül a kassai piacon 22 embert húzatott karóba.
A Habsburg Birodalomban II. József császár 1778-ban átmenetileg eltörölte a halálbüntetést, de azt II. Ferenc császár 1796-ban újra visszaállította. Ezek a kínzással együtt járó kegyetlen, minősített kivégzési módok, egészen az 1800-as évek közepéig megtörténtek Magyarországon.
A karóba húzást, és hasonlóan véres és kegyetlen kivégzési módokat nemcsak hivatalos állami bíróságok rendeltek el, hanem irreguláris felkelő csoportok is előszeretettel alkalmazták ezt az ellenségesnek tekintett civil lakosság megfélemlítésére, elűzésére. Az 1848–49-es forradalom és szabadságharc idején a császáriak által felbiztatott móc felkelők ilyen atrocitásokat követtek el az erdélyi magyar lakosság ellen. 1944–1945-ben a magyar Délvidékre visszatérő szerb partizáncsapatok is hasonló módszereket alkalmaztak a helyi magyar lakosok ellen, bosszúból a magyar csapatok partizánellenes akcióiban elfogott szerbek kivégzéséért.

## Karóba húzás napjainkban
2009 januárjában szerb napilapokban jelentek meg írások, hogy a bosnyák börtönökből frissen szabadult Ali Hamad, az al-Káida egykori tisztje beismerte: civileket húztak karóba a Boszniában harcoló El Mujahedin nevet viselő zászlóalj tagjai.

## Karóba húzás a művészetben

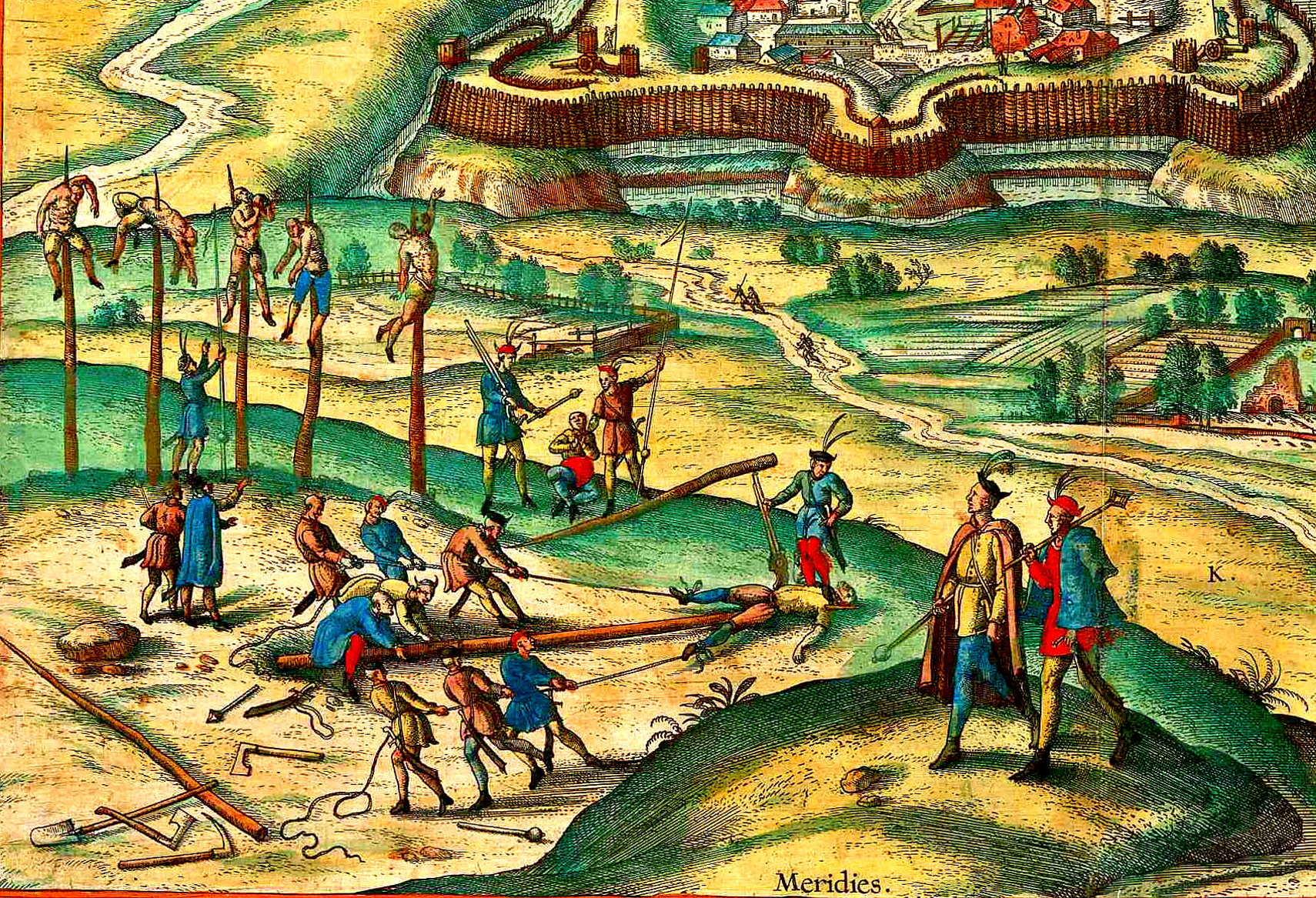
Karóba húzás ábrázolása Georgius Houfnaglius Pápát ábrázoló metszetén 1617-ből, az előtérben valószínűleg a lázadó vallon zsoldosok 1600-ban történt kivégzése látható Pápa vára előtt

Kiss Dénes: Isabor (részlet)

…Isabor ősi por isa pur hamván

süvöltve száguld a vad szél

áthordja szülőfalum arcán

a hold halálos mosolya előtt

„lofat”-ba nyársaltak jaját

fatönkhöz csapott csecsemők

koponyareccsenéseit kínzottak

hörgését kolera pestis

hullabűzét s a rögök örökös

szerte gurulását ahogy

sírját ássa az ország…

## Lásd még
- Lofat
- Halálbüntetés
- A halál kultúrantropológiája
- Délvidéki vérengzések

## Külső hivatkozások
- Asszír dombormű karóba húzott foglyok ábrázolásával I.
- Asszír dombormű karóba húzott foglyok ábrázolásával II.
- Karóba húzott középkori ábrázolása
- Justus van der Nypoort: Gesztes látképe Birckenstein geometriakönyvéből – az előtérben karóba húzás
- A lofat, azaz „Júdásszék” középkori ábrázolása
- Magyar katolikus lexikon – karóba húzás
- Képes György: Bűnök és büntetések a középkorban és a kora újkorban (letöltés)
- A világ legkegyetlenebb kivégzési módszerei